# هریپسیمه پوغوسیان
هریپسیمه پوغوسیان (ارمنی: Հռիփսիմե Պողոսյան؛  زادهٔ ۲۴ آوریل ۱۸۹۹ - درگذشته ۲۶ نوامبر ۱۹۷۲) مترجم، ویراستار و شاعر اهل ارمنستان بود.

## زندگی‌نامه
وی در ۲۴ آوریل ۱۸۹۹ در تفلیس به دنیا آمد . وی عضو اتحادیه نویسندگان اتحاد شوروی بود. همچنین برندهٔ جوایزی همچون نشان برجسته افتخار و چهره فرهنگی شایسته ارمنستان شوروی شده است. وی در ۲۶ نوامبر ۱۹۷۲ در سن ۷۳ سالگی در ایروان درگذشت.